# Шоу Рена и Стимпи
«Шоу Рена и Стимпи» (англ. The Ren & Stimpy Show) — американско-канадский мультипликационный сериал, созданный мультипликатором канадского происхождения Джоном Крисфалуси (более известным как Джон К.). Сериал повествует о приключениях двух антропоморфных зверей, пса Рена и кота Стимпи.
Первоначально сериал выходил в эфир на музыкальном канале MTV. Позднее был переведён для показа на детском кабельном канале Nickelodeon, где выходил в эфир в воскресное утро до середины 90-х годов, продолжая при этом успешно транслироваться на MTV. «Шоу Рена и Стимпи» заработало репутацию сериала с провокационным, деструктивным юмором, вызывая многочисленные дискуссии уровнем насилия и образностью шуток, а также частым обращениям к теме туалетного юмора (так, эпизод «Stimpy’s First Fart» повествует о том, как Стимпи впервые в жизни пустил ветер и что происходило с выпущенным на волю сгустком газа). В 1992 году Nickelodeon уволил Крисфалуси и отстранил студию Spümcø от производства сериала, перепоручив его новообразованному подразделению Games Animation, которое занималось производством шоу вплоть до его закрытия в 1995 году.

## Основные персонажи
Главные герои шоу — Рен Хоэк (англ. Ren Hoek) и Стимпсон Дж. Кэт (англ. Stimpson J. Cat).
- Рен (полное имя Марлин Рен Т. Хоэк) — чихуахуа-астматик, невротический и деспотичный псевдоинтеллектуал. Лучший друг Стимпи. Считается, что он антигерой, склонный к насилию, подверженный частым приступам ярости и постоянно жаждущий наживы. Любимая фраза при обращении к Стимпи: «Эй, идиот..!». Рен относится к Стимпи как к младшему брату, пытаясь воспитывать его, если Стимпи досаждает Рену своими глупостями. Мультипликационный критик Мартин Гудмэн (Martin Goodman) охарактеризовал Рена как «тощего, подавленного, агрессивного психопата»[4]. Первый и второй сезоны Рена озвучивал сам Крисфалуси.
- Стимпи — бесхвостый кот породы мэнкс, лучший друг Рена, и несмотря на это, полная противоположность ему: добродушный, толстый, заботливый, но очень наивный. Стимпи относится к Рену с любовью и заботой, всегда стараясь делать ему приятное. Стимпи озвучил актёр озвучивания Билли Уэст (который позднее назвал работу по озвучиванию Стимпи одной из самых любимых в своей карьере[5]).

Первоначально Рен и Стимпи были задуманы Джоном Крисфалуси как домашние питомцы другого персонажа по имени Джордж Ликёр (George Liquor), ставшего позднее главным героем шоу The Goddamn George Liquor Program. Впервые Джордж Ликёр появляется на экране именно в «Шоу Рена и Стимпи». Руководство Nickelodeon отнеслось к появлению этого персонажа резко отрицательно. Неофициальная версия гласит, что звучание имени «Джордж Ликёр» было признано чересчур двусмысленным для детского шоу.

## История создания

### Период Spümcø (1990—1992)
В 1989 году Крисфалуси продал права на «Шоу Рена и Стимпи» детскому телевизионному каналу Nickelodeon. Пилотный эпизод "Big House Blues" был показан 10 августа 1990 года. Первый эпизод шоу вышел в эфир 11 августа 1991 года, между показом сериала Даг и Ох уж эти детки. Spümcø осуществляла производство сериала на протяжении двух последующих лет, упорно преодолевая давление со стороны руководства Nickelodeon, которое пыталось навязать свои стандарты и подходы к анимации.
Аниматор Билл Рэй (Bill Wray) вспоминает, что у Крисфалуси уходило на производство одного получасового эпизода от двух до восьми месяцев, и называет идеальным производственным периодом для Крисфалуси цифру в четыре получасовых мультфильма за год.

#### Увольнение Крисфалуси
В 1992 году Nickelodeon увольняет Джона Крисфалуси. Производство сериала перепоручается новообразованной студии Games Animation, которую возглавляет бывший коллега и подчинённый Крисфалуси, аниматор и режиссёр Боб Кэмп. Крисфалуси называет причиной своего увольнения эпизод «Man’s Best Friend», в котором Рен избивает Джорджа Ликёра веслом. Исполнительных продюсеров Nickelodeon возмутила жестокость сцены.
Билл Рэй рассказывает, что основной причиной сложных отношений между Крисфалуси и Nickelodeon было нарушение первых сроков премьерного показа серий. По словам Рэя, Крисфалуси неоднократно пытался донести до менеджеров из Nickelodeon, что анимация не терпит спешки. Он считал, что качество продукта гораздо важнее сроков, и это воспринималось продюсерами Nickelodeon как попытка затормозить процесс.
Рэй подчёркивает, что в ситуации вокруг «Шоу Рена и Стимпи» нельзя однозначно указать виновного, никто не идеален, ошибки были допущены с обеих сторон и не стоит упускать из вида, что Крисфалуси продал Nickelodeon все права на шоу, так что канал был законным владельцем проекта.
Актёр Билли Уэст также указывает причиной увольнения Крисфалуси нарушение поставленных сроков. Тема срыва премьеры новых эпизодов «Шоу Рена и Стимпи» также пародировалась в мультсериале Симпсоны (эпизод The Front 4-го сезона, в котором «Шоу Рена и Стимпи» является основным конкурентом «Шоу Щекотки и Царапки» в конкурсе мультфильмов).

Сам Крисфалуси говорит о том, что продюсеры Nickelodeon не были способны понять идею мультфильма в принципе. В своём блоге он вспоминает, как проходили переговоры с представителями канала: 
Я говорю: «Мы хотели бы сделать мультик про Рена и Стимпи в космосе». А они: «Что значит в космосе? Как они попали в космос?» Я: «Ну, просто в этом мультике они находятся в космосе». «Это бессмысленно. Дети этого не поймут» — говорят мне. Тогда я спрашиваю: «Люди, вы вообще раньше видели мультики? Иногда Багз Банни оказывается в космосе. Иногда он — пещерный человек. А иногда он в лесу. Это мультик!» Они этого никогда не понимали.

### Период Games Animation (1993—1995)
После того как Nickelodeon перепоручил производство сериала Games Animation, роль сценариста и режиссёра досталась аниматору Бобу Кэмпу (Bob Camp). Билли Уэст берёт на себя озвучивание Рена. В своём интервью Уэст отмечает, что продюсеры задавались вопросом «Что мы можем сделать, чтобы Рен и Стимпи были смешными?» вместо того, чтобы спросить себя «Что бы сделал Джон?».
На протяжении второго сезона Боб Кэмп в основном использовал наработки Крисфалуси, в эфир выходили готовые эпизоды, произведённые ещё под руководством Крисфалуси, и несколько перемонтированных серий. Однако в третьем сезоне ситуация усугубилась и качество анимации и юмора заметно начало падать. По мнению телевизионных критиков, последние три года своего существования «Шоу Рена и Стимпи» «медленно, мучительно умирало в агониях». Зрители отмечали заметную деградацию как юмора, так и качества мультипликации. Джон Крисфалуси описал продукцию Games Animation как «бесполезную трату денег, которая убила „Шоу Рена и Стимпи“».
В ноябре 1995 года Nickelodeon закрыл шоу, завершив его рождественским эпизодом «A Scooter For Yaksmas».

### Ren and Stimpy «Adult Party Cartoon» (2003)
В 2002 году по приглашению Viacom, владельца Nickelodeon, MTV и др., Джон Крисфалуси возобновляет работу над «Шоу Рена и Стимпи» для канала Spike TV, и в 2003 начинается показ Ren & Stimpy «Adult Party Cartoon». Новая версия выходит в эфир поздно вечером и классифицируется как «только для взрослой аудитории». Как подразумевается названием, шоу затрагивает более взрослые темы: явные указания на гомосексуальные отношения между главными героями, сцены женской наготы и более жестокие сцены насилия.

## Список серий
| Сезон               | Эпизоды            | Первоначально в эфире | Первоначально в эфире |
| Сезон               | Эпизоды            | Первый эфир           | Последний эфир        |
| ------------------- | ------------------ | --------------------- | --------------------- |
| Пилот               | 10 августа 1990 г. | 10 августа 1990 г.    | 10 августа 1990 г.    |
| 1                   | 6 (12)             | 11 августа 1991 г.    | 23 февраля 1992 г.    |
| 2                   | 12 (19)            | 15 августа 1992 г.    | 23 мая 1993 г.        |
| 3                   | 10 (16)            | 20 ноября 1993 г.     | 30 июля 1994 г.       |
| 4                   | 14 (27)            | 1 октября 1994 г.     | 1 апреля 1995 г.      |
| 5                   | 10 (19)            | 3 июня 1995 г.        | 20 октября 1996 г.    |
| Adult Party Cartoon | 6                  | 26 июня 2003 г.       | 24 июля 2003 г.       |

### Пилот (1990)
| № | Название      | Written by                                          | Дата выхода в эфир |
| 0 | Тюремный блюз | Джон Крисфалуси, Боб Кэмп , Линн Нейлор и Джим Смит | 10 августа 1990    |

### 1 сезон (1991—1992)
| № | Название                        | Written by                       | Дата выхода в эфир |
| 1 | «Счастливый день Стимпи»        | Джон Крисфалуси и Винсент Уоллер | 11 августа 1991    |
| 1 | «Важная персона»                | Джон Крисфалуси и Винсент Уоллер | 11 августа 1991    |
| 2 | «Робин Гоек»                    | Джон Крисфалуси и Боб Кэмп       | 25 августа 1991    |
| 2 | «Сиделка Стимпи»                | Джон Крисфалуси и Боб Кэмп       | 25 августа 1991    |
| 3 | «Космическое безумие»           | Джон Крисфалуси и Джим Гомес     | 8 сентября 1991    |
| 3 | «Парень который закричал крыса» | Джон Крисфалуси и Винсент Уоллер | 8 сентября 1991    |
| 4 | «Пожарные псы»                  | Джон Крисфалуси                  | 15 сентября 1991   |
| 4 | «Самый маленький великан»       | Джон Крисфалуси и Боб Кэмп       | 15 сентября 1991   |
| 5 | «На необитаемой планете»        | Джон Крисфалуси                  | 10 ноября 1991     |
| 5 | «Дикая природа»                 | Джим Смит и Джон Крисфалуси      | 10 ноября 1991     |
| 6 | «Черная дыра»                   | Боб Кэмп и Уилл МакРобб          | 23 февраля 1992    |
| 6 | «Изобретение Стимпи»            | Джон Крисфалуси и Боб Кэмп       | 23 февраля 1992    |

### 2 сезон (1992—1993)
| №  | Название                                        | Written by                                             | Дата выхода в эфир      |
| -- | ----------------------------------------------- | ------------------------------------------------------ | ----------------------- |
| 7  | «В армии»                                       | Боб Кэмп                                               | 15 августа 1992         |
| 7  | «Рассыпчатый человек тост»                      | Ричард Персель и Джон Крисфалуси                       | 15 августа 1992         |
| 8  | «Лучший друг человека»                          | Джон Крисфалуси и Винсент Уоллер                       | 23 июня 2003 (Spike TV) |
| 8  | «У Рена болят зубы»                             | Джон Крисфалуси и Боб Кэмп                             | 22 августа 1992         |
| 9  | «Дикий запад»                                   | Джон Крисфалуси и Боб Кэмп                             | 29 августа 1992         |
| 9  | «Резиновые соски»                               | Джон Крисфалуси и Винсент Уоллер                       | 29 августа 1992         |
| 10 | «Свен Гоэк»                                     | Джон Крисфалуси и Боб Кэмп                             | 7 ноября 1992           |
| 11 | «Дом с привидениями»                            | Джон Крисфалуси, Боб Кэмп, Джим Смит и Ричард Персель  | 21 ноября 1992          |
| 11 | «Бешеные псы»                                   | Боб Кэмп                                               | 21 ноября 1992          |
| 12 | «Детские шалости»                               | Винсент Уоллер                                         | 12 декабря 1992         |
| 12 | «Собачья выставка»                              | Ричард Персель                                         | 12 декабря 1992         |
| 13 | «Сын Стимпи»                                    | Джон Крисфалуси, Боб Кэмп и Ричард Персель             | 14 января 1993          |
| 14 | «Обезьяны на заказ»                             | Боб Кэмп и Винсент Уоллер                              | 13 февраля 1993         |
| 14 | «Поддельный папа»                               | Джон Крисфалуси и Боб Кэмп                             | 27 февраля 1993         |
| 15 | «Отдых на природе»                              | Джон Крисфалуси и Винсент Уоллер                       | 27 марта 1993           |
| 15 | «Кот с золотой шерстью»                         | Боб Кэмп и Винсент Уоллер                              | 3 апреля 1993           |
| 16 | «Фан-клуб Стимпи»                               | Элинор Блейк и Джон Крисфалуси                         | 24 апреля 1993          |
| 17 | «Визит к Энтони»                                | Ричард Персель и Джон Крисфалуси                       | 8 мая 1993              |
| 18 | «Канадские королевские погонщики яков в килтах» | Джон Крисфалуси, Боб Кэмп, Джим Гомес и Винсент Уоллер | 23 мая 1993             |

### 3 сезон (1993—1994)
| №  | Название                      | Автор сценария                       | Дата выхода в эфир |
| -- | ----------------------------- | ------------------------------------ | ------------------ |
| 19 | «Мазь или не мазь»            | Боб Кэмп и Винсент Уоллер            | 20 ноября 1993     |
| 19 | «Очень хочется кушать»        | Боб Кэмп                             | 20 ноября 1993     |
| 20 | «Карлики из цирка»            | Питер Аванцино, Рон Хауге и Боб Кэмп | 27 ноября 1993     |
| 20 | «День без трусов»             | Ричард Персель                       | 27 ноября 1993     |
| 21 | «Ren's Pecs»                  | Ричард Персель                       | 18 декабря 1993    |
| 21 | «Кладоискатели»               | Джим Гомес и Рон Хауге               | 18 декабря 1993    |
| 22 | «Мультик Стимпи»              | Элинор Блейк и Джон Крисфалуси       | 8 января 1994      |
| 23 | «Уволень Джимини»             | Боб Кэмп, Джим Гомес и Рон Хауге     | 19 февраля 1994    |
| 23 | «Рыболовы»                    | Джим Гомес и Боб Кэмп                | 19 февраля 1994    |
| 24 | «Рен уходит на пенсию»        | Билл Рей, Джим Гомес и Рон Хауге     | 2 апреля 1994      |
| 25 | «Джерри пупочный эльф»        | Стив Меллор                          | 9 апреля 1994      |
| 25 | «Автостоп»                    | Рон Хауге                            | 12 марта 1994      |
| 26 | «Трудные времена для Хаггиса» | Джим Гомес и Крис Реккарди           | 30 апреля 1994     |
| 27 | «Попробуй моё печенье»        | Рон Хауге                            | 4 июня 1994        |
| 27 | «Ren's Bitter Half»           | Майкл Ким, Рон Хауге и Боб Кэмп      | 4 июня 1994        |
| 28 | «Логово Амбала»               | Джон Крисфалуси и Боб Кэмп           | 30 июля 1994       |

### 4 сезон (1994—1995)
| №  | Название                                        | Written by                                     | Дата выхода в эфир |
| -- | ----------------------------------------------- | ---------------------------------------------- | ------------------ |
| 29 | «Рен отшельник»                                 | Джим Гомес, Боб Кэмп, Крис Реккарди и Билл Рэй | 1 октября 1994     |
| 30 | «Дом будущего вторника»                         | Рон Хауге и Питер Аванцино                     | 8 октября 1994     |
| 30 | «Твой глубоко внутренний друг»                  | Боб Кэмп                                       | 8 октября 1994     |
| 31 | «Сверкающие внутренности»                       | Боб Кэмп, Джим Гомес и Билл Рэй                | 15 октября 1994    |
| 31 | «Дроворубы»                                     | Джим Гомес, Рон Хауге, Боб Кэмп и Билл Рэй     | 15 октября 1994    |
| 32 | «Доисторический Стимпи»                         | Рон Хауге и Боб Кэмп                           | 5 ноября 1994      |
| 32 | «Батраки»                                       | Боб Кэмп, Джим Гомес и Рон Хауге               | 5 ноября 1994      |
| 33 | «Волшебные золотые поющие сыры»                 | Джим Гомес и Боб Кэмп                          | 12 ноября 1994     |
| 33 | «Удача трудного дня»                            | Крис Реккарди, Линн Нейлор и Винс Каландра     | 12 ноября 1994     |
| 34 | «Я люблю цыплёнка»                              | Боб Кэмп, Джим Гомес                           | 19 ноября 1994     |
| 34 | «Рассыпчатый человек тост против Женщины вафли» | Винс Каландра, Крис Реккарди и Боб Кэмп        | 19 ноября 1994     |
| 35 | «Собачья жизнь»                                 | Джим Гомес и Боб Кэмп                          | 3 декабря 1994     |
| 35 | «Желтокио»                                      | Джим Гомес и Билл Рэй                          | 3 декабря 1994     |
| 36 | «Двухголовый Рена-Стимпи»                       | Джим Гомес и Боб Кэмп                          | 7 января 1995      |
| 36 | «Шотландец в космосе»                           | Боб Кэмп, Джим Гомес и Билл Рэй                | 7 января 1995      |
| 37 | «Король эльфов»                                 | Рон Хауге, Джим Гомес, Билл Рэй и Боб Кэмп     | 14 января 1995     |
| 37 | «Алоха Гоэк»                                    | Джим Гомес, Билл Рэй и Боб Кэмп                | 14 января 1995     |
| 38 | «Бессонница Рена»                               | Боб Кэмп, Джим Гомес и Винс Каландра           | 21 января 1995     |
| 38 | «Мой блестящий друг»                            | Рон Хауге, Джим Гомес, Билл Рэй и Боб Кэмп     | 21 января 1995     |
| 39 | «Сырная лихорадка»                              | Винс Каландра                                  | 11 февраля 1995    |
| 39 | «Сосисочные бароны»                             | Рон Хауге, Джим Гомес и Боб Кэмп               | 11 февраля 1995    |
| 40 | «Укротители дуболомов»                          | Рон Хауге и Джим Гомес                         | 4 марта 1995       |
| 40 | «Рену нужна помощь!»                            | Джим Гомес и Боб Кэмп                          | 4 марта 1995       |
| 41 | «Певучий нос»                                   | Рон Хауг, Боб Кэмп и Билли Уэст                | 18 марта 1995      |
| 41 | «Профсоюз идиотов»                              | Боб Кэмп и Джим Гомес                          | 18 марта 1995      |
| 42 | «Суеверный Стимпи»                              | Рон Хауге, Джим Гомес и Боб Кэмп               | 1 апреля 1995      |
| 42 | «Туристический журнал Рена и Стимпи»            | Джим Гомес                                     | 1 апреля 1995      |

### 5 сезон (1995—1996)
| №  | Название              | Written by                            | Дата выхода в эфир    |
| -- | --------------------- | ------------------------------------- | --------------------- |
| 43 | «Завоевание космоса»  | Джим Гомес и Боб Кэмп                 | 3 июня 1995           |
| 43 | «Война на продажу»    | Боб Кэмп                              | 3 июня 1995           |
| 44 | «Кошачья шерсть»      | Рон Хауге                             | 1 июля 1995           |
| 44 | «Деревенщины»         | Винс Каландра                         | 1 июля 1995           |
| 45 | «Питомец Стимпи»      | Винс Каландра, Джим Гомес и Боб Кэмп  | 7 октября 1995        |
| 45 | «Мозг Рена»           | Джон Крисфалуси и Ричард Персель      | 7 октября 1995        |
| 46 | «Коридорные»          | Джим Гомес, Винс Каландра и Рон Хауге | 28 октября 1995       |
| 46 | «Собачье общество»    | Рон Хауге                             | 28 октября 1995       |
| 47 | «Подросток Стимпи»    | Боб Кэмп, Винс Каландра и Джим Гомес  | 4 ноября 1995         |
| 47 | «Кто из нас дурак»    | Майкл Ким                             | 4 ноября 1995         |
| 48 | «Школьные друзья»     | Джим Гомес                            | 11 ноября 1995        |
| 48 | «Званый ужин»         | Винс Каландра                         | 11 ноября 1995        |
| 49 | «Белые хлопья»        | Рон Хауге, Джим Гомес и Боб Кэмп      | 18 ноября 1995        |
| 49 | «Сокамерники»         | Рон Хауге                             | 18 ноября 1995        |
| 50 | «Стимпи при смерти»   | Джим Гомес, Боб Кэмп и Винс Каландра  | 9 декабря 1995        |
| 50 | «Преподобный Джек»    | Боб Кэмп и Джим Гомес                 | 9 декабря 1995        |
| 51 | «Скутер на Якждество» | Боб Кэмп, Джим Гомес и Винс Каландра  | 16 декабря 1995       |
| 52 | «Sammy and Me»        | Джим Гомес и Билл Рэй                 | 20 октября 1996 (MTV) |
| 52 | «The Last Temptation» | Джим Гомес, Винс Каландра и Боб Кэмп  | 20 октября 1996 (MTV) |

### «Adult Party Cartoon» (2003)
| №  | Название                    | Written by                                                                                | Дата выхода в эфир |
| 53 | «Вперёд и вверх»            | Винсент Уоллер                                                                            | 26 июня 2003       |
| 54 | «Рен обращается за помощью» | Ричард Персель и Джон Крисфалуси                                                          | 3 июля 2003        |
| 55 | «Пожарные псы 2»            | Джон Крисфалуси, Ричард Персель, Эдди Фицджеральд, Винсент Уоллер и Джим Смит             | 17-24 июля 2003    |
| 56 | «Нудистская оргия»          | Джон Крисфалуси, Майк Керр, Джефф Эми и Кэролайн Дж. Альварес                             | 18 июля 2006 (DVD) |
| 57 | «Альтруисты»                | Винсент Уоллер, Джон Крисфалуси, Майк Керр, Эрик Бауза , Джефф Эми и Ричард Персель       | 18 июля 2006 (DVD) |
| 58 | «Беременный Стимпи»         | Джон Крисфалуси, Джефф Эми, Ричард Персель, Мэтт Роуч, Стив Стефанелли и Уоррен Леонхардт | 18 июля 2006 (DVD) |

## Трансляция
Существует несколько версий для трансляции данного сериала:
- Версия DVD издания (с добавлением некоторых моментов с производственных до-эфирных кассет, к переизданию приложил участие сам Крисфалуси)
- Версия телеканала Nickelodeon
- Версия канала MTV (позже показывалась на канале Spike TV в США, этот же канал показал новый сезон Adult Party Cartoon)

Каждая из версий отличается друг от друга, вырезанными моментами в шоу. Все версии издавались на DVD и VHS. VHS версия это первоначальное издание версии для трансляции MTV, последующие издания на DVD это версия для трансляции на Nickelodeon с добавлением некоторых моментов из монтажной не эфирной версии, и удалением эпизодов которые не понравились Крисфалуси. 
В США первая трансляция это MTV, вторая трансляция Nickelodeon и третья трансляция Spike TV.

#### Версия для DVD
Отдельно стоит упомянуть про издание на DVD. В его создании поучаствовал сам Крисфалуси и записал интервью в качестве дополнительных материалов. А так же были размещены эскизы к сериям, то что не пошло в эфир из-за жестокости и пилотный эпизод серии "Big House Blues" (Тюремный блюз), отданный на Nickelodeon в 1990 году и серия 1992 года выпуска под названием "Man's Best Friend" (Лучший друг человека). Данное издание фанаты мультсериала в Америке не приняли тепло назвав очень плохим релизом. Дело в том что серии были сокращены по мнению автора и оттуда убраны части, которые присутствовали в версии Nickelodeon. Характерный пример отношения автора к своему произведению это эпизод "Haunted House" (в переводе Paramount Comedy "Дом с приведениями"), место с феей, прилетевшей, чтобы забрать окровавленную голову, подложенную призраком в постель, было вырезано из версии для DVD.
Сам Крисфалуси хотел изобразить в виде феи своего персонажа "George Liquor" (Джордж Ликёр), но руководство Nickelodeon отказывалось использовать этого персонажа и попросило заменить его на персонажа сериала Nickelodeon "Даг". Крисфалуси обиделся на руководство Nickelodeon и в переиздании на DVD вырезал всю сцену целиком. В издании от Nickelodeon на VHS сцена присутствует.
Таким образом в более половине серий есть сокращения как от Nickelodeon, так и от самого автора. Сам релиз позиционировался как Digitaly Remastered, и фанаты ожидали новое переиздание. Но, по факту, ремастера не делалось и версия по качеству фанатов оценивается, хуже чем версия на VHS, а местами качество оцифровки хуже чем на VHS.
Но отметили и положительные моменты. В серии "Sven Hoёk" (в переводе Paramount Comedy "Свен Кузен Рена" / "Свен Хоек"), присутствует врезка с таймером до эфирной кассеты, где врезан 10-секундный момент с Реном, обещающим расправится со Свеном и Стимпи путём выкалывания глаз. Эта фраза отсутствует в эфирной версии для Nickelodeon.

#### В России
Трансляции в России подвергались как визуальной цензуре, так и в переводе. Каждый год трансляции сериала цензуры становилось больше. Так же некоторые люди и государственные деятели используют данный сериал в качестве аргументации не приятной им политики США и деградации "западной" культуры, превознося российскую, а так же "нетрадиционной" политики в отношении детей и демонстрации "разложения западной культуры". 
Сериал транслировался с 1998 по 2009 год на спутниковом канале Nickelodeon Россия. В 2008–2009 годах транслировался на федеральном канале ТНТ в детском блоке Nickelodeon. На этих каналах транслировалась версия американского канала Nickelodeon, в переводе, выполненном методом дубляжа (также, этот перевод имеет смягчения). Дублирование выполнила компания "Фортуна Фильм". Позже, данная версия была издана компанией Руссобит-М в качестве сборника мультсериалов Nickelodeon. Роли озвучивали: Владимир Конкин, Александр Леньков, Алексей и Елена Борзуновы.
Далее сериал транслировался на дециметровом в Москве и кабельном в России, телеканале 2х2 на самом начале перезапуска канала в 2008 году. В отличии от Nickelodeon и ТНТ, имел свой перевод, более свободный в формулировках, и транслировал версию канала MTV.
Позже, в 2010-х годах сериал транслировался на кабельном канале Paramount Comedy (версия Comedy Central для СНГ). Сериал получил новое озвучивание от студии Hedgehog Riders в котором принимали участие Петр Гланц, Евгений Рыбов и Дмитрий Филимонов. Транслировалась версия канала MTV. 
Так же множество региональных телеканалов как эфирного, так и кабельного вещания в 1990-х годах транслировали данный сериал в нелицензионном издании и переводе с купленных в Европе лицензионных видеокассет от Nickelodeon.  

#### В СНГ
После ухода канала Paramount Comedy из России в 2022 году открылся канал Comedy Central для стран бывшего СССР (в России и на Украине не вещает). Серии выходят в версии MTV в российском переводе Paramount Comedy, версия трансляции MTV, подвергнувшееся цензуре.  
Например, в серии 2-го сезона "Рассыпчатый Человек Тост" был вырезан момент в конце, где Человек-Тост сжигает Билль о правах и Конституцию США в камине, пожарив сосиски на открытом огне.

## Полнометражный мультфильм
Студия 20th Century Fox и телеканал Nickelodeon подписали двухлетнюю сделку, действующего с мая 1993 года, на создание и производство анимационных и игровых фильмов, которые будут на основе какого-то популярного шоу, показанный на Nickelodeon. «Шоу Рена и Стимпи» было упомянут как возможный продукт для разработки полнометражной версии, наряду с такими мультсериалами, как «Ох, уж эти детки!» и «Даг». Однако, этого не случилось, так как сериал был плохо принят со стороны критики (критики отметили «циничный и грубый юмор»), и, возможно, полнометражная версия не может подходить к категории семейного мультфильма. Ни Nickelodeon, ни Fox, ничего не производили в течение двух лет. Сделка была расторгнута. Позже, Nickelodeon создает свою собственную киностудию после того, как материнская компания Viacom купила Paramount Pictures.

## Перезапуск
Телеканал Comedy Central заказал перезапуск культового мультсериала. Производством новых серий Comedy Central займется вместе с ViacomCBS Entertainment & Youth Group и Nickelodeon. Дата выхода шоу пока неизвестна.
«Мы рады возможности переосмыслить эту культовую франшизу с новой креативной командой и нашими партнерами из Nickelodeon Animation Studio», — заявил Крис МакКарти (Chris McCarthy), президент ViacomCBS Entertainment & Youth Group.
Помимо «Шоу Рена и Стимпи» Comedy Central планирует перезапустить и другие культовые мультсериалы 90-х. Например, выпустить два новых сезона «Бивиса и Баттхеда», а также спин-офф «Дарьи» под названием «Джоди», где главной героиней станет одноклассница Дарьи.

## Влияние на популярную культуру
- Джордж (Хорхе) Гутиеррес, американский аниматор мексиканского происхождения, создатель сериала «El Tigre: The Adventures of Manny Rivera» в интервью журналу «Animation World Magazine» признался, что мультсериал "Шоу Рена и Стимпи" оказал на него большое влияние. В команде Гутиерреса также работало несколько человек, которые в своё время были непосредственно задействованы в производстве «Шоу Рена и Стимпи»[12].
- Историк мультипликации Мартин Гудмэн (Martin Goodman) по прозвищу «Dr. Toon» называет как минимум два мультсериала клонами Рена и Стимпи: «Два глупых пса» (Hanna-Barbera Cartoons) и The Schnookums and Meat Funny Cartoon Show[англ.]     (Walt Disney Television)[4].
- В середине 90-х гг. в комиксах про Карателя издательства Marvel Comics несколько раз использовались образы Рена и Стимпи (в виде плюшевых игрушек на месте перестрелки в парке, в виде рекламного биллборда над линией метро и т. д.).
- Рен и Стимпи дважды фигурировали в мультсериале Симпсоны (4-й сезон) в виде пародии: в эпизодах «Brother from the Same Planet» ("Брат с той же планеты") и «The Front» ("Фронт"). Также, Джон Крисфалуси делал заставки к сериям «Bart Stops to Smell the Roosevelts» ("Дух Рузвельтов унимает Барта") и «Treehouse of Horror XXVI ("Домик ужасов на дереве 26")..
- Актер Том Харди признавался, что работая над образами Эдди Брока и его симбиота Венома, он ориентировался на героев «Шоу Рена и Стимпи[13].
- «Шоу Рена и Стимпи» было популяризатором cюрреализма и необычного стиля в анимации,что открыло дорогу новым мультсериалам и их авторам. Из подобных известных мультсериалов можно выделить: Бивис и Баттхед, Южный Парк, Губка Боб Квадратные Штаны, Кураж — трусливый пёс, Время приключений и Удивительный мир Гамбола.
- Так же, «Шоу Рена и Стимпи» оказало влияние на стиль многих мультсериалов 1990-х, 2000-х и 2010-х годов, таких, как: Кот Ик, Новая жизнь Рокко, Два глупых пса, The Shnookums and Meat Funny Cartoon Show ("Шнукумс и мясо"), Крошка Хью, Тимон и Пумба, Коровка и Петушок, Я — горностай, Крутые бобры, Котопёс, Бешеный Джек Пират, Инопланетяне, Огги и тараканы, Губка Боб Квадратные Штаны, Кураж — трусливый пёс, Ужасные приключения Билли и Мэнди, Цап-царап, Лагерь Лазло, Чаудер, Удивительные злоключения Флэпджека, Время приключений и других подобных мультсериалов.
- Почти вся закадровая музыка впоследствии будет использоваться в мультсериале "Губка Боб Квадратные Штаны".

## Компьютерные игры
Игры, использующие вымышленную вселенную «Шоу Рена и Стимпи», в разные годы выходили на различных игровых платформах, таких как: Sega Genesis, Sega Game Gear, Sega Master System, SNES, NES, Game Boy, PC, PlayStation и Game Boy Advance. Большинство из них было выпущено издательством THQ.
- Ren and Stimpy: Space Cadets для Game Boy — 1992 г.
- Ren & Stimpy Show: Buckaroo$ для NES и Super NES — 1993, 1995 гг.
- The Ren & Stimpy Show: Veediots! для Super NES и Game Boy — 1993 г.
- Ren and Stimpy: Quest for the Shaven Yak для Sega Game Gear и Sega Master System — 1993, 1995 гг.
- Ren & Stimpy: Stimpy's Invention для Sega Genesis — 1993 г.
- Ren & Stimpy Show: Fire Dogs для Super NES — 1994 г.
- Ren & Stimpy Show: Time Warp для Super NES — 1994 г.
- Nicktoons Racing для PC, PlayStation и Game Boy Advance.
- Ren & Stimpy Pinball для мобильных телефонов.
- Nicktoons: Attack of the Toybots для Wii и PlayStation 2.
- Nicktoons MLB для Xbox 360, Wii, Nintendo DS, Nintendo 3DS (можно играть четырьмя персонажами, включая Рена и Стимпи).